# 夏茅站
夏茅站是广州地铁22号线和24号线的一个换乘站，位于中国广东省广州市白云区白云湖街道夏茅村（夏茅客运站南侧）。

## 历史
夏茅站22号线部分于2022年6月30日开工，2024年5月22日完成围护结构施工。而24号线部分亦在2024年12月开工。